# AviaBellanca Aircraft

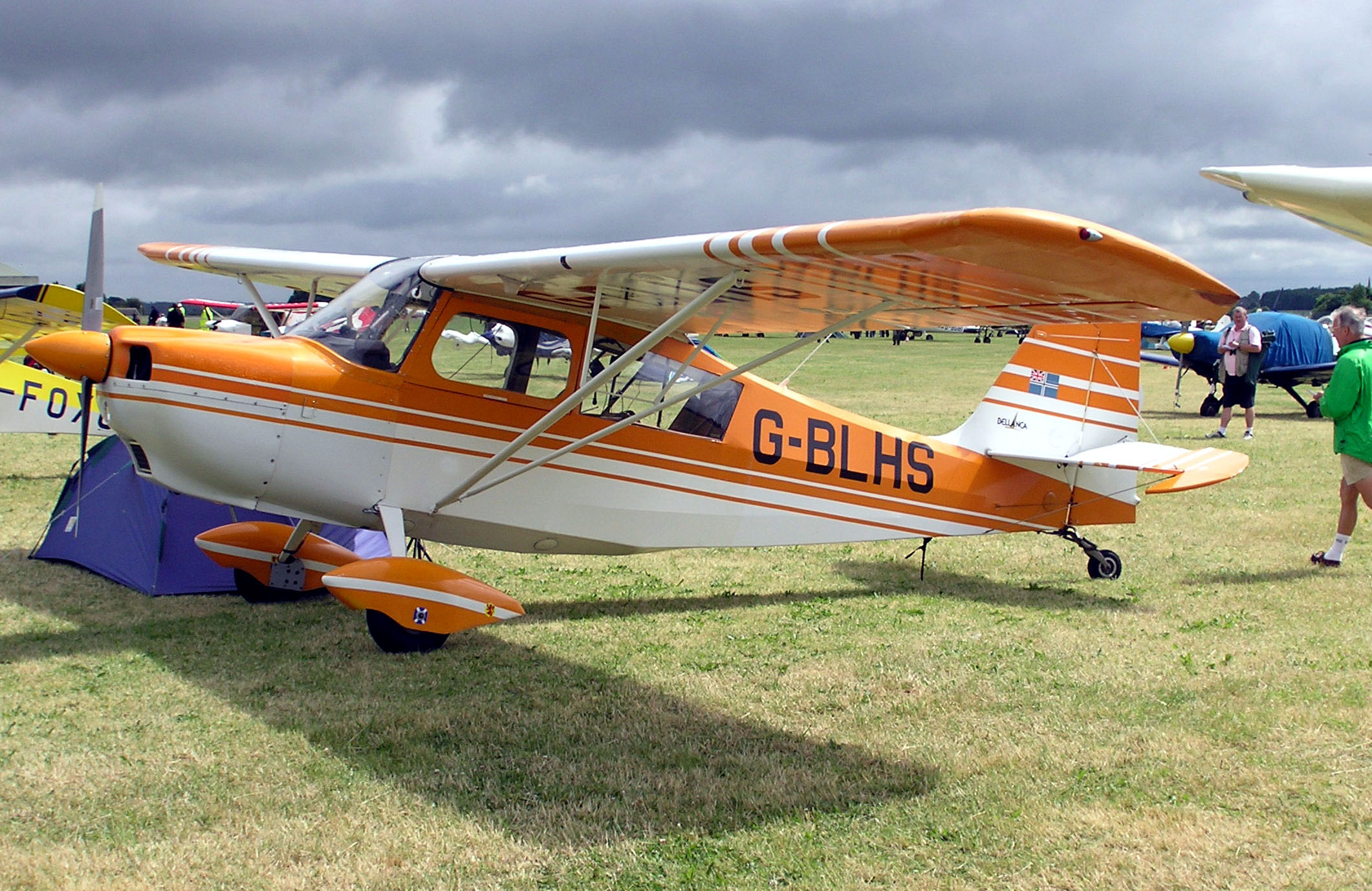
Bellanca 7ECA Citabria

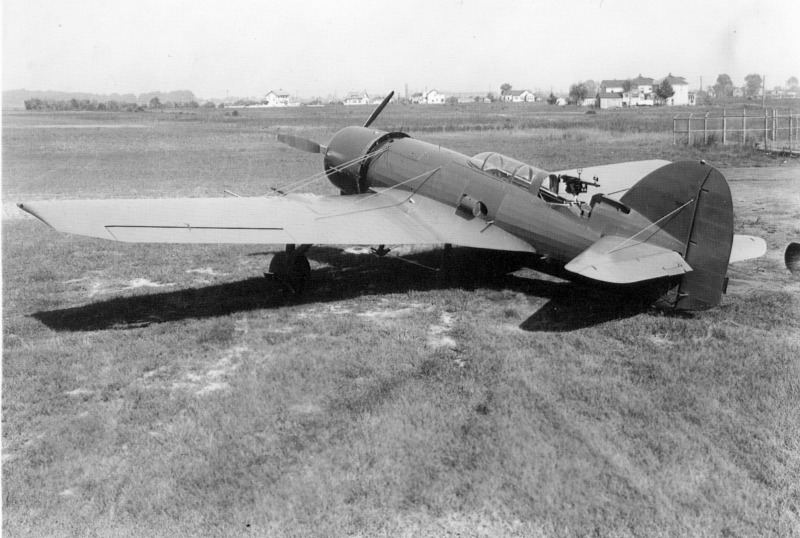
Bellanca 28-90 RQ, zwischen 1937 und 1940

Die AviaBellanca Aircraft Corporation (kurz: Bellanca) ist ein US-amerikanischer Hersteller von Leichtflugzeugen mit Sitz in Alexandria, Minnesota.
Die Firma wurde 1927 von Giuseppe Bellanca unter dem Namen Bellanca Aircraft Company gegründet. 1931 gelang Clyde Pangborn zusammen mit Hugh Herndon in einer „Bellanca J-300“ mit dem Namen Miss Veedol die erste nonstop Überquerung des Pazifischen Ozeans. 1936 wird mit 13 Stunden in einer „Bellanca Flash Racer Modell 28-90“ ein neuer Rekord für den Flug über Atlantik aufgestellt. 1970 übernahm man die Champion Aircraft Corporation. 1983 firmierte das Unternehmen in AviaBellanca Aircraft Corporation um.
Bekannt ist Bellanca für seine typischen abgestrebten Kabinen-Hochdecker mit Spornrad-Fahrwerk. Die Modellreihe „Citabria“ ist für eingeschränkten Kunstflug zugelassen („Citabria“ rückwärts gelesen = „Airbatic“ – Kunstflug). In einer „Citabria Super Decathlon“ verunglückte 2007 der amerikanische Milliardär und Flugpionier Steve Fossett tödlich.